# Horno Romano de El Gallinero

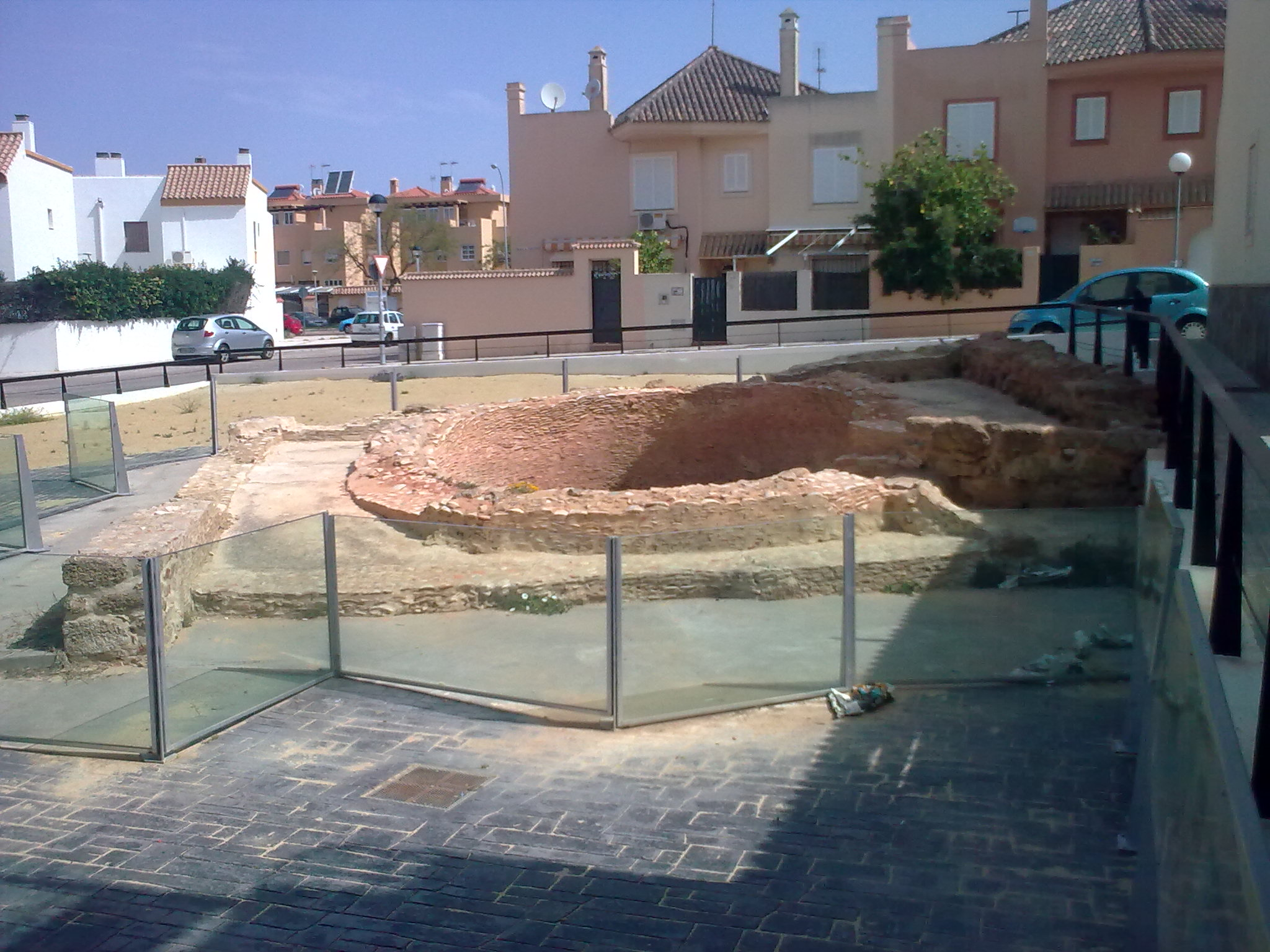
Vista del horno romano de El Gallinero.

Los restos arqueológicos del horno romano de El Gallinero están situados en Puerto Real, en Andalucía. Representa uno de los restos arqueológicos más importantes de Puerto Real. En estos restos se ha conservado la planta que es circular de 4,5 m, junto con gran número de ánforas. El sitio fue restaurado y abierto al público en 2005 y ha pasado por sucesivos arreglos hasta su puesta en valor en 2011.

## Antecedentes
Dado a conocer por M. Ponsich, el horno romano de El Gallinero se localiza junto a la costa y en conexión con el caño de El Trocadero, en el extremo occidental del casco urbano, en una zona recientemente urbanizada, motivo que ha llevado a emprender diversas intervenciones arqueológicas. 
La primera se produjo en 1991 en la que se documentaron cuatro áreas de vertido de material cerámico y se delimitó la localización de un horno debido a la construcción de una construcción de casas.
En 1993 se reanudó la excavación del horno cerámico, dando lugar a la excavación y documentación de la estructura fornacea objeto de su puesta en valor.
Las formas anfóricas producidas fueron, según García Vargas, Dr. 7B y 8, 10B, 10C, 10D y las cronologías de la actividad se situaron en el primer cuarto del siglo I d. C. particularmente su segunda mitad (1998). Además se documentaron diversos grafitos realizados sobre los pivotes de los envases. y una marca en cartela circular, leída como OETR S que para otros autores debe corregirse en SPERTI.
Una intervención posterior, motivada por la construcción de una promoción de viviendas, detectó la presencia de un segundo horno, de estructura similar al anterior, arrasado al nivel de la parrilla, otras pequeñas estructuras cuadrangulares de funcionalidad incierta, y su correspondiente área de vertidos del alfar.
La producción de esta segunda estructura fornacea y las cronologías propuestas fueron similares a las de la anterior (informe depositado en la Delegación Provincial de Cultura de la excavación dirigida por J. Torres Quirós). Finalmente el primer horno fue objeto de una intervención de limpieza y consolidación y una actuación destinada a la puesta en valor en el año 2001(realizada por J.A. Ruiz Gil J.J. López Amador y J. de Lucas Almeida), no completándose esta puesta en valor con una panelería o señalética que oriente al viandante sobre el monumento en cuestión.
Hasta el 2011 no pudieron ser definitivamente restaurados.

## Descripción del horno
El horno de El Gallinero, como tal responde a esquemas constructivos característicos de este tipo de estructuras, con una función muy determinada, la cocción de objetos cerámicos. Esta estructura se forman a partir de una cámara de cocción circular construida a partir de muros perimétricos conformando una circunferencia. En el interior de esta estructura se localiza una parrilla sustentada por un pilar central del que parten una serie de arcos que ayudaban a su sostenimiento, del pilar podemos observar un alzado de unos 15 cm. Separada por la parrilla y sobre la cámara de combustión se localizaría la cámara de cocción, donde se colocaban los objetos cerámicos sin contacto directo con el fuego. El acceso a la cámara de combustión se realizaba a través de una abertura denominada praefurnium. Este se halla orientado al sur y la cámara de cocción dispone de un acceso simple al Este. El horno se encuentra rodeado por tres muros o contrafuertes que lo rodean sirviéndole posiblemente de protección contra los vientos, y de ayuda para su sustentación. Muy posiblemente el horno se encuentre semiexcavado sobre la tierra y posteriormente recubierto con la obra de fragmentos cerámicos.
El horno de El Gallinero responde a esquemas constructivos bien implantados en el área de la Bahía de Cádiz en fechas altoimperiales (s I d. C.), siendo clasificado dentro del grupo tipológico conocido como Cuomo I A., caracterizados básicamente por su forma circular y parrilla sostenida por un pilar central. Otro elemento muy común dentro de estas estructuras es la construcción de muros perimétricos que las engloban.
La creación de los paramentos se ha realizado reutilizando fragmentos cerámicos dispuestos horizontalmente, y en los muros perimétricos en ocasiones se alterna con elementos latericios o mampuestos. 
El horno de El Gallinero se encuadra cronológicamente en el siglo I d. C. a través de su producción anfórica, supone un importante registro documental dentro del sistema de fliguinaes (hornos cerámicos) de la bahía de Cádiz. Es en estos momentos cuando las exportaciones de salazones de pescado, principalmente, hacia otras zonas del imperio, necesita de una importante industria alfarera auxiliar, para la realización de los envases. Siendo los hornos alfareros uno de los eslabones de la cadena productiva que sustentaba la economía del área.